# Zac Posen

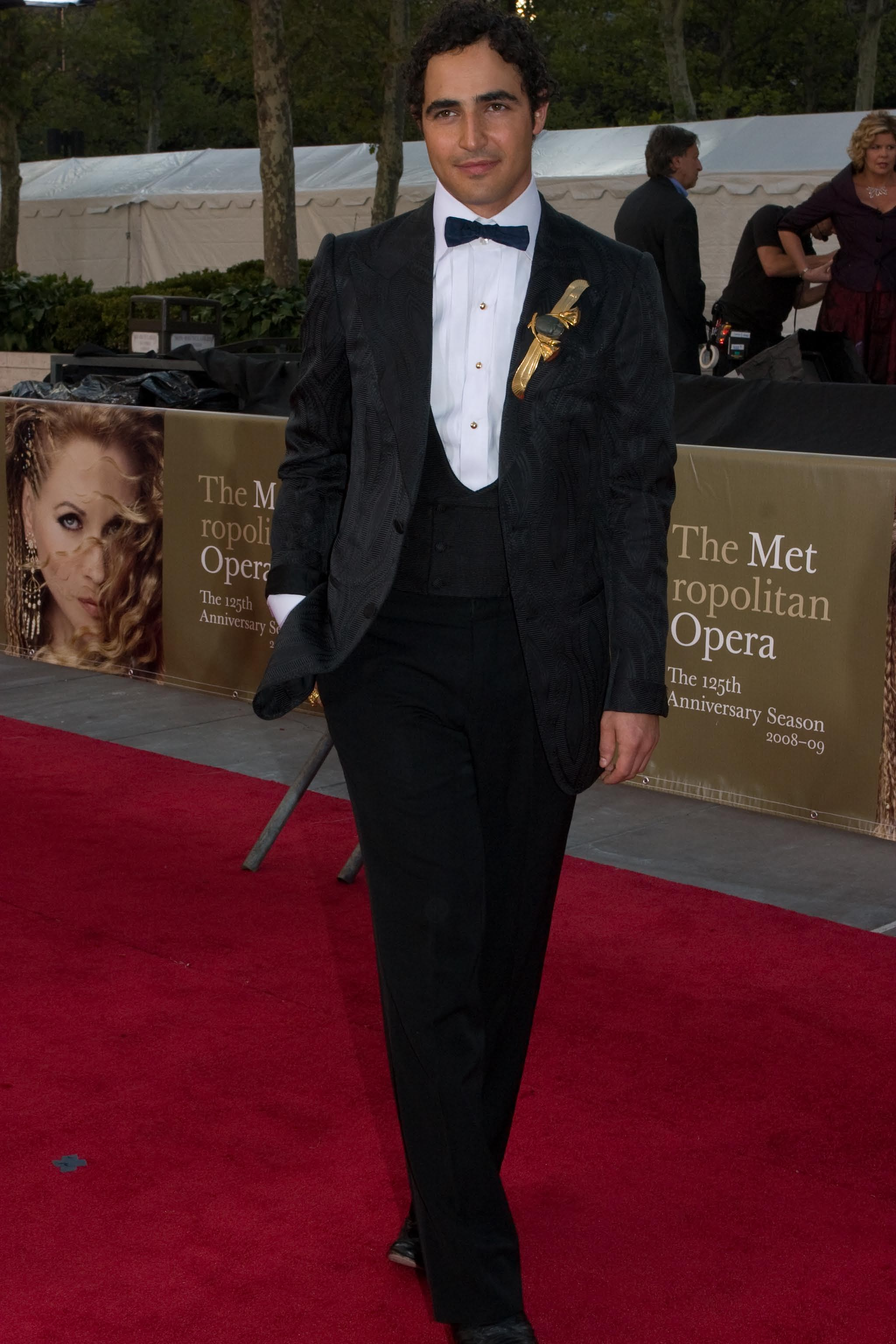
Zac Posen, 2008

Zac Posen (n. 24 octombrie 1980 ca Zachary E. Posen, New York City) este un designer de moda american.

## Biografie
Posen a crescut în New York City SoHo (Manhattan). El a urmat St. Ann’s Highschool for Artists din Brooklyn. Deja la vârsta de 14 ani, era la Parson’s School of Design, iar mai târziu a studiat, în Londra, Central Saint Martins College of Art and Design. După ce a studiat la Londra, a revenit, în 2001, la New York, și a început să lucreze la prima sa colectie. De la premiera colecție sale, din 2002, Posen, este considerat designer la modă, printre alte vedete precum  Natalie Portman, Kate Winslet, Cameron Diaz și Jennifer Lopez. El a câștigat deja mai multe premii, printre care, în 2004, Council of Fashion Designers of America (CFDA), la categoria Ready-To-Wear. Zac Posen trăiește împreună cu prietenul lui Christopher Niquet și trei câini, lângă SoHo. Poznan este evreu și a fost ales în aprilie 2012, de pe siteul Shalomlife pe locul al 9-lea din "50 cei mai talenți, mai deștepți, mai amuzanți și plăcuți bărbații evrei din lume". În 2009 a fost invitat în telenovela Ugly Betty.